# Anfield
Vous lisez un « bon article » labellisé en 2011.
Ne doit pas être confondu avec Annfield Stadium.
Le stade d'Anfield, parfois appelé Anfield Road, est un stade de football situé dans le quartier d'Anfield (en), au nord-ouest de Liverpool, en Angleterre. Construit en 1884, il est d'abord l'enceinte de l'Everton FC. En 1892, Everton quitte Anfield pour Goodison Park et le Liverpool Football Club est créé pour jouer à Anfield, ce qui est toujours le cas plus d'un siècle plus tard. Il est situé à proximité de Stanley Park (en), un grand parc public de 45 hectares. Dans les rues proches du stade, il y a des maisons et boutiques aux couleurs du club des Reds, le rouge et le blanc, mais aussi le jaune. Une signalétique routière particulière annonce la direction d'Anfield. Il est desservi par des trains et des bus mais les places de parking sont peu nombreuses.
Anfield a dû être reconstruit plusieurs fois pour améliorer la sécurité des spectateurs et à la suite des deux tragédies qui ont touché le club des Reds. Sa capacité actuelle est de 61 276 places, toutes assises. Le stade est célèbre pour la ferveur de ses supporteurs et leur chant You'll Never Walk Alone.
Des matchs de compétitions nationales et internationales ont eu lieu à Anfield. Le stade a accueilli des rencontres du Championnat d'Europe de football 1996, des équipes nationales de football anglaise et galloise et des matchs de Coupe d'Angleterre de football en terrain neutre.
Le stade a été menacé de disparition au début des années 2000 avec le projet du Stanley Park Stadium. Mais, après la crise économique de 2008 et le rachat du club par Fenway Sports Group en 2010, le projet est abandonné et remplacé par une extension de l'enceinte actuelle.

## Histoire
Ouvert en 1884, Anfield est à l'origine un terrain possédé par John Orrell, brasseur et ami de John Houlding, lui aussi brasseur et président d'Everton. Everton, qui joue précédemment à Priory Road, a besoin d'un nouveau terrain à cause du bruit fait par la tribune les jours de match. Orrell laisse le terrain au club en échange d'un don à un hôpital local. Le propriétaire du terrain change en 1885 lorsque John Houlding achète le terrain à Orrell.
Le premier match joué à Anfield est une rencontre entre Everton et Earlestown le 28 septembre 1884, match remporté 5-0 par Everton. À l'époque d'Everton à Anfield, l'enceinte pouvait accueillir occasionnellement jusqu'à 20 000 spectateurs mais la moyenne d'affluence se situait plutôt à 8 000 personnes régulièrement présentes dans les tribunes. Le terrain est alors considéré comme étant un terrain de stature internationale. En 1889, un match entre l'équipe d'Angleterre et l'équipe d'Irlande s'y déroule.
La première rencontre de championnat jouée à Anfield est un match entre Everton et Accrington FC le 8 septembre 1888. Everton s'améliore rapidement et devient champion d'Angleterre trois saisons plus tard, en 1890-1891, devenant le premier club champion à Anfield.
Un désaccord émerge entre Houlding et les dirigeants d'Everton. Houlding a décidé d'augmenter le loyer d'Anfield ; de 100 £ en 1884 à 250 £ en 1890. Les membres d'Everton refusent de payer le prix demandé et décident de quitter Anfield. Ils partent s'installer de l'autre côté de Stanley Park et font construire Goodison Park. Avec seulement trois joueurs restants après le départ d'Everton, John Houlding possède un terrain de football mais aucune équipe pour y jouer. Il décide alors de créer son propre club de football. Le 15 mars 1892, Liverpool Football Club naît. Le Liverpool Football Club joue son premier match de football à Anfield le 1er septembre 1892 devant 200 spectateurs pour un match amical contre Rotherham Town qu'il remporte 7 buts à 1,.

## Évolution de l'enceinte

### Construction du Kop
En 1889, le Great Eastern, l'un des premiers transatlantiques en acier, est envoyé à la démolition à Rock Ferry, sur l'estuaire de la Mersey. L'un de ses mats est acheté par les propriétaires de l'Everton Football Club, qui occupait alors le stade. Transporté par des chevaux jusqu'à Anfield, il est érigé à côté de l'entrée de ce qui est aujourd'hui le Kop et où il se trouve encore,,.
Le premier match de Liverpool en Lancashire League à Anfield se déroule le 9 septembre 1893, les Reds remportent la rencontre 3-0 contre Lincoln City devant 5 000 spectateurs.
En 1893, les Reds sont intégrés par la Football League en seconde division. La première saison se passe très bien, l'équipe est invaincue et promue en première division. Pour la montée en première division, une nouvelle tribune est construite en 1895, capable d'accueillir 3 000 personnes, à la place de l'actuelle Tribune Principale. Elle a un pignon rouge et blanc, elle est similaire à la tribune principale du stade de Newcastle United, St James' Park. Liverpool termine la saison 1900-1901 champion d'Angleterre à Anfield, le deuxième titre dans ce stade, le premier pour les Reds. Une autre tribune est construite à Anfield Road en 1903, construite à partir de bois et de tôle ondulée.
Le Liverpool Football Club remporte le championnat lors de la saison 1905-1906. Anfield connaît alors des travaux sous la direction de l'architecte écossais Archibald Leitch. La nouvelle enceinte, qui dispose désormais d'une nouvelle tribune principale (Main stand) est inaugurée le 1er septembre 1906 devant 32 000 spectateurs. Une autre nouvelle tribune est inaugurée à cette occasion : le « Spion Kop », derrière le but du côté de Walton Breck Road. Avec la construction de cette tribune, les quatre côtés du terrain sont désormais dôtés de gradins. Jusqu'alors, côté Walton Breck Road, les supporters des Reds de Liverpool prenaient place sur une simple butte de terre et de débris. Ernest Edwards, le chef du Liverpool Daily Post et du Liverpool Echo propose de donner à la nouvelle tribune le nom de la bataille de Spion Kop de 1900. Lors de cette bataille, 383 soldats sont tués, la plupart étaient originaires de la région de Liverpool.
Le stade reste alors le même jusqu'en 1928 lorsque le Kop est agrandi pour atteindre une capacité de 30 000 spectateurs, tous debout, dans la tribune où est érigé un toit. Un toit en tôle est installé sur la tribune Plusieurs autres stades en Angleterre ont des tribunes appelées Kop, d'après le Spion Kop, mais celui d'Anfield reste le plus grand Kop d'Angleterre à cette époque. La tribune est capable d'accueillir plus de personnes que certains stades.

### Restructurations pour assurer la sécurité
Des projecteurs sont installés et ils sont allumés pour la première fois pour un Merseyside derby contre Everton le 30 octobre 1957,. En 1963, l'ancienne tribune Kemlyn Road est remplacée par une tribune en porte à faux, capable de recevoir 6 700 spectateurs et construite pour un coût de 350 000 livres sterling.
Deux ans plus tard, des modifications sont faites à Anfield Road end, qui se transforme en une large tribune couverte de places debout. À la suite d'incidents en décembre 1966 au cours desquels les services médicaux sont incapables de se frayer un chemin parmi la foule compacte du Kop, la capacité est réduite de 28 000 à 20 000. Les plus gros travaux d'extension d'Anfield ont lieu en 1973, quand la Tribune Principale du stade est démolie et une nouvelle est reconstruite. Dans le même temps, on change les anciens projecteurs pour de nouveaux qui se situent en haut de la tribune Kemlyn Road et de la Tribune Principale. La nouvelle tribune est officiellement ouverte le 10 mars 1973 par le duc de Kent. Dans les années 1980, une partie de la Tribune Principale se transforme en tribune avec des places assises. En 1982, des sièges sont introduits dans Anfield Road end. Un mémorial à l'ancien manager de Liverpool Bill Shankly, le Shankly Gates, est édifié la même année, il est inauguré le 26 août 1982 par la veuve de Bill Shankly, Nessie. Sur le Shankly Gates, est marqué la devise et hymne du club de Liverpool Football Club You'll Never Walk Alone.
La capacité du Kop est de nouveau réduite à 16 480 places après le drame du Heysel (1985). Des sièges colorés en rouge, la couleur du Liverpool Football Club, et un poste de police sont ajoutés à la tribune Kemlyn Road en 1987. Après le drame de Sheffield, le rapport Taylor oblige tous les stades du pays à n'avoir que des places assisses. Le Kop ne comprend alors plus que des places assises (12 409 places). Un second niveau est ajouté à la Tribune Kemlyn Road en 1992. Cette modification inclut l'apparition de loges et de salles de conférence. Ces travaux d'extension étaient planifiés nettement plus tôt, néanmoins ils ont dû être repoussés en raison du refus par deux sœurs de la vente de leur maison. Le club parvient à acheter la maison en 1990, les travaux peuvent débuter. La nouvelle tribune est officiellement ouverte le 1er septembre 1992 par le président de l'UEFA Lennart Johansson et renommée Tribune du Centenaire (Centenary Stand).

### Stade moderne

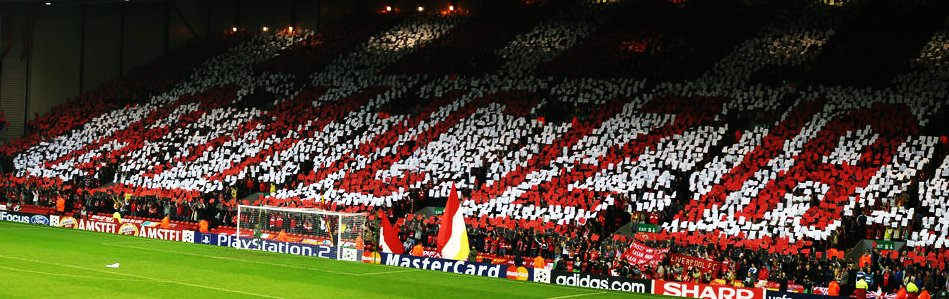
In Memoria e Amicizia, match avec la Juventus de Turin en 2005

En 1990, le rapport Taylor oblige tous les stades anglais à n'avoir que des places assises. Anfield doit donc se transformer et est reconstruit en 1994 afin de supprimer les places debout, celles du Kop principalement.
Le 30 avril 1994, le match contre Norwich City est le dernier devant un Kop composé de supporters debout. Les Reds perdent le match 1-0. Une défaite anecdotique. Pour l'occasion, le club avait invité plusieurs légendes ayant porté le maillot du Liverpool FC, appelées une à une à descendre sur la pelouse pour recevoir un dernier hommage de la part du Kop: Billy Liddell, Kenny Dalglish, Albert Stubbins, Ian Callaghan, Phil Thompson, Steve Heighway, David Fairclough, mais aussi la veuve de Bill Shankly, accompagnée par Joe Fagan.
Le 4 décembre 1997, une statue de Bill Shankly, construite en bronze, est dévoilée devant le Kop. Les changements les plus récents d'Anfield sont l'ajout d'un second niveau à Anfield Road end en 1998. Des poteaux ont dû être ajouté en 1999 pour assurer une meilleure stabilité de la nouvelle partie de la tribune.

### 2007-2010 - Stanley Park, projet d'un nouveau stade
Arrivés à la tête du club en 2007, les deux actionnaires américains, Tom Hicks et George Gillett, souhaitent construire un nouveau stade pour le club. Jusqu'à leur départ à l'automne 2010, le Kop s'opposait régulièrement aux anciens actionnaires avec des banderoles comme « Thanks but no Yanks » (« Merci mais pas d'Américains »). Une grande majorité des supporters ne souhaitait pas déménager vers une nouvelle enceinte.
Le projet d'un nouveau stade de 73 000 places (Stanley Park), a ainsi été à l'étude pour remplacer Anfield, jugé difficilement extensible. Il devait être construit dans le Stanley Park, à proximité immédiate de l'actuelle enceinte. Il devait entrer en fonction pour le début de la saison 2012.
Avec le départ des actionnaires, le projet a finalement été abandonné.

### 2014- ... - Rénovation et extension d'Anfield
Fenway Sports Group (anciennement New England Sports Ventures) prend les rênes du club en 2010 et se tourne finalement vers un projet de rénovation et d'extension d'Anfield . Plusieurs phases de développement sont alors projetées. Les travaux débutent à la fin de l'année 2014.
Phase 1 - 2014-2015 : Extension de Main Stand
Les travaux de la tribune principale débutent le 8 décembre 2014. Le projet entend ajouter un troisième étage d'environ 8 500 places, de créer et améliorer les facilités à l'arrière des tribunes pour les jours de match. Ce premier agrandissement portera alors la capacité totale de l'enceinte à 54 742 places, ceci permettant au Liverpool FC de revenir au premier plan des stades anglais. Les travaux débutent à l'été 2015. Cette réalisation est particulièrement marquée par la réalisation d'une énorme arche métallique pour soutenir la nouvelle tribune.
Phase 2 - 2021 - 2023 : Extension de la tribune Anfield Road
Fort de cette première réalisation, la direction souhaite poursuivre les plans d'expansion, entamés en 2014, et porter la capacité d'Anfield à plus de 61 000 places. Les travaux de redéveloppement ne concernent que les tribunes supérieures du côté d'Anfield Road. Ces derniers ne nécessiteront pas de fermeture, même partielle de la tribune actuelle. Cette nouvelle expansion ajoute quelque 7000 places supplémentaires au stade.
À la genèse du projet, le club pense pouvoir disposer de sa nouvelle tribune pour la seconde moitié de la saison 2022. Cependant, la crise pandémique liée au COVID-19 ne permet pas au club de tenir ces délais. Après avoir revu les plans, la rénovation débute finalement le 30 septembre 2021. Pour l'occasion, c'est l'entraineur actuel du club, Jurgen Klopp, qui pose la première pierre lors d'une petite cérémonie.
Le coût de cette nouvelle extension est compris entre 60 et 80 millions de livres. La livraison est attendue pour le début de la saison 2023-2024.
Au cours du mois de mai 2023, le club demande à la Ligue anglaise de pouvoir débuter la saison 2023-2024 à l'extérieur, afin de pouvoir disposer de plus de temps en vue de l'ouverture de la nouvelle tribune.

## Structures et équipements

### Pelouse

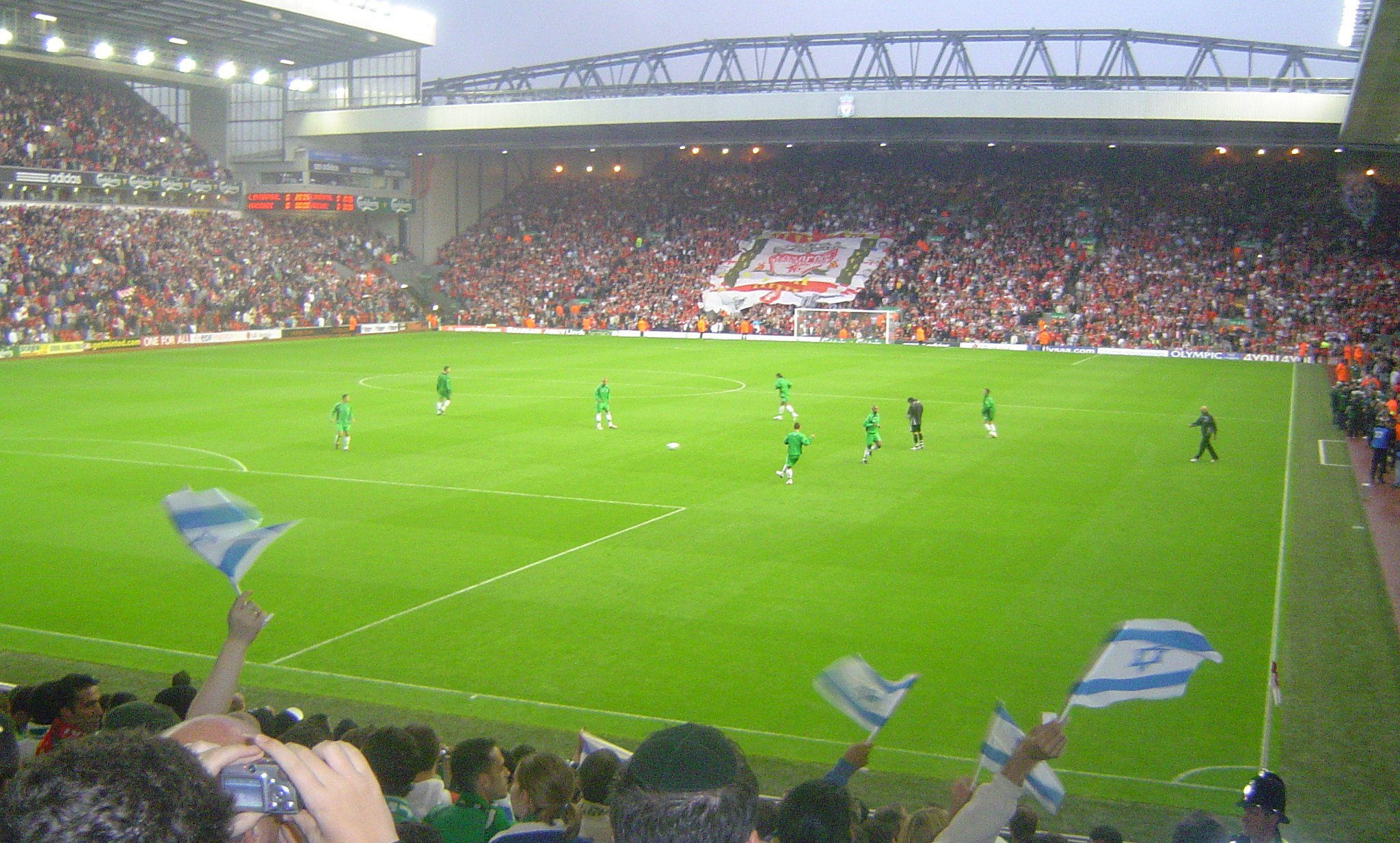
La pelouse d'Anfield.

Les dimensions de la pelouse d'Anfield sont de 101 sur 68 mètres, soit un peu plus que les recommandations de la fédération d'Angleterre de football (101 mètres par 64. Elle  est tondue deux fois par semaine pendant la saison de football et quatre fois par semaine le reste de l'année. La taille de l'herbe est d'un pouce (environ 25 millimètres) pendant la saison de football et de deux pouces sinon. Les jours de match, le jardinier d'Anfield est aidé par l'équipe de jardiniers du centre d'entraînement de Liverpool. Ils aident à la remise en état de la pelouse à la mi-temps et deux heures après la fin des matchs.

### Tribunes
La pelouse d'Anfield est entourée de quatre tribunes couvertes : Anfield Road end, la tribune du centenaire, le Kop et la tribune principale rebaptisée au nom de Sir Kenny Dalglish (ancien joueur et entraîneur historique du Liverpool FC) depuis 2015. Les tribunes Anfield Road end et la tribune du centenaire ont deux niveaux, alors que le Kop et la tribune principale n'en ont qu'un seul.

Plan du stade

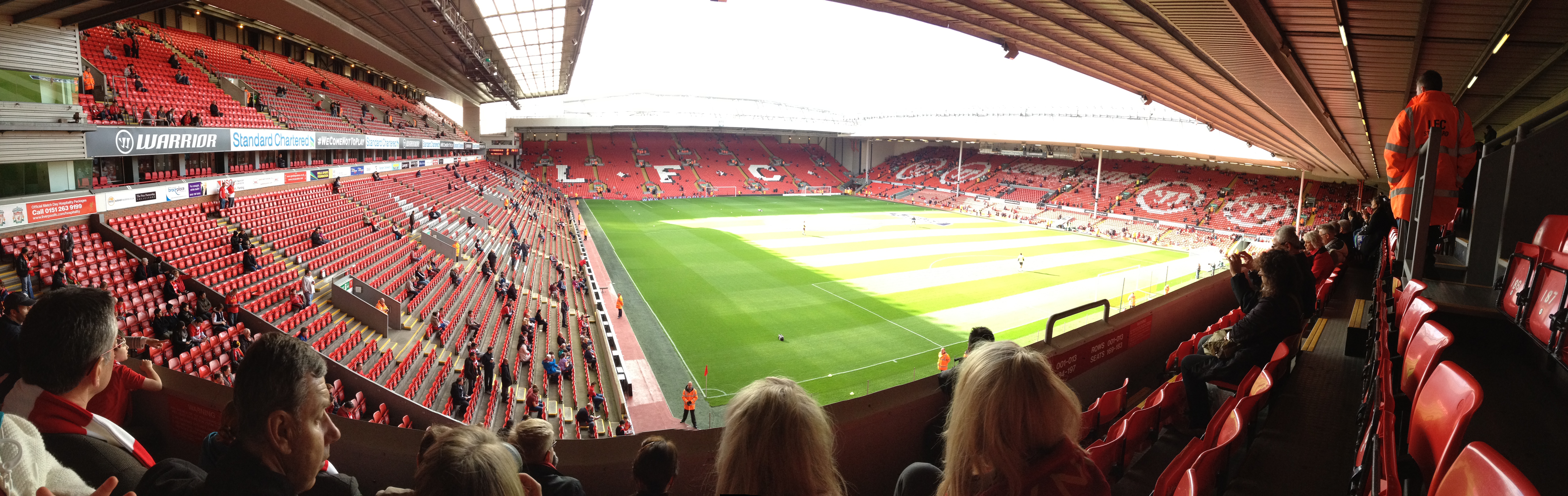
Anfield en décembre 2012 vu depuis la tribune d'Anfield Road : tribune du Centenaire à gauche, Kop Stand au centre, et tribune principale à droite.

#### Tribune principale
La tribune principale (Main Stand) est la tribune des vestiaires et de la zone de presse du stade. La capacité de la tribune est de 12 277 places. Les joueurs entrent sur le terrain par un tunnel situé sous cette tribune. Chaque équipe n'a pas de banc, mais des places réservées en bas de la tribune.
On y entre par les portes R, S, T, U, V et W.
Cette tribune est la première à être agrandie lors de la phase d'extension du stade débutée en 2015.

#### Le Kop
La tribune la plus connue du stade est incontestablement le Kop, ou Spion Kop. Célèbre pour être la tribune des spectateurs parmi les plus chaleureux et fidèles d'Europe, le Kop n'est plus ce qu'il a été mais reste une tribune célèbre. Depuis le rapport Taylor, sa capacité est de 12 409 spectateurs, toutes les places étant assises, avec neuf d'entre elles réservées aux personnes handicapées. Les spectateurs se nomment eux-mêmes les « kopites ». Sur les sièges rouges, est écrit en blanc « LFC », pour Liverpool Football Club.
Le musée se situe dans la tribune et contient tous les trophées européens remportés par le club avec un maillot de chaque équipe en souvenir. La billetterie est également devant le Kop avec la boutique du club.
On y entre par les portes A, B, C, D, E et F.

#### Tribune du centenaire

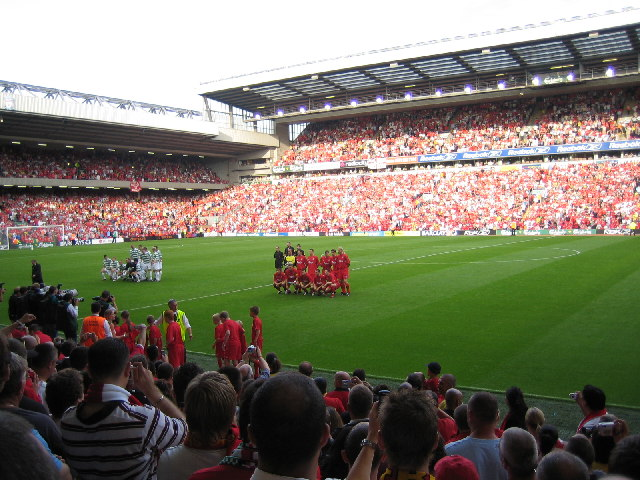
Les équipes devant la Tribune du Centenaire.

La tribune du centenaire (Centenary Stand) est à l'origine appelée tribune Kemlyn Road avant l'ajout d'un second niveau. Après la fin de l'expansion de la tribune, la tribune est renommée pour marquer le centième anniversaire du club de Liverpool. La capacité d'accueil de la tribune est de 11 762 spectateurs, avec 6 814 places dans sa partie basse et 4 604 sièges dans sa partie haute. Les deux niveaux de la tribune sont séparés par des loges qui peuvent contenir jusqu'à 348 places.
En 1995, elle est légèrement rénovée. Des sièges rouges uniquement, pour une uniformisation entre les tribunes aux couleurs du club, remplacent ceux en bois de différents coloris (rouge, violet et jaune). Le nombre d'allées et d'escaliers est augmenté, diminuant la capacité de 298 places mais permettant de diminuer le temps d'évacuation de sept à six minutes.
On y entre par les portes J, G, H et K.

#### Anfield Road
Anfield Road est la plus petite tribune du stade. Construite principalement en briques et en béton, la tribune a un toit légèrement incliné. Historiquement, la tribune Anfield Road est utilisée pour accueillir les supporteurs de l'équipe visiteur. Elle est la dernière à avoir été modifiée, avant l'ajout d'un deuxième niveau en 1998.
Avant cette modification, la tribune n'avait qu'un seul niveau et peut recevoir 5 512 spectateurs de Liverpool et visiteurs. Avant octobre 1995, les sièges étaient orange, ocre, violet, rouge, vert, blanc ou rouge.
La capacité actuelle de la tribune est de 9 074 places, 2 654 dans le haut de la tribune, 6 391 dans le bas de la tribune et 29 places pour les personnes handicapées. Tous les sièges sont désormais rouges comme dans les autres tribunes du stade sauf les sièges blancs servant à l'inscription de LFC.
On y entre par les portes L, M, N, O, P et Q.

### Équipements

#### Sécurité
Le stade est équipé d'éclairage pour les matches en nocturne en octobre 1957.
L'entrée dans le stade est contrôlée par une petite carte avec radio-identification (RFID). Introduite en 2005, elle est utilisable par les quatre-vingt tourniquets d'Anfield.
Lors de chaque rencontre de football, il y a jusqu'à 550 stewards dans le stade pour assurer la sécurité des spectateurs et des joueurs. Ils sont aidés par 65 officiers de police. La sécurité au niveau de la pelouse est importante, il y a un poste de police, une alarme incendie relié à la caserne de pompiers de Merseyside, des issues de secours électroniques et des caméras de vidéosurveillance à l'intérieur et à l'extérieur du stade.
Un médecin et deux équipes paramédicales et quarante ambulanciers sont présents dans le stade. De plus, il y a quatre pièces de premier secours entièrement équipées et trois ambulances.
Les équipements du stade d'Anfield remplissent les critères UEFA pour être un stade « 4 étoiles UEFA » (rebaptisé depuis 2006 catégorie 3 UEFA). Il a comme particularité de ne pas posséder de tableau d'affichage avant la mise en place en 2003 dans le coin entre le Kop et la tribune du centenaire de celui actuellement utilisé.

#### Monuments commémoratifs
Le stade comprend une stèle en marbre à la mémoire des 97 victimes de la tragédie de Hillsborough. Les noms des victimes sont inscrits sur ce monument en lettres d'or. Une flamme éternelle brûle au pied de la stèle.
La stèle se trouve à côté du portail d'accès à Anfield Road end, où figure en fer forgé la devise « You'll never walk alone ». Le portail est inauguré le 26 août 1982 par Nessie Shankly, la veuve de Bill Shankly. Le monument, créé en hommage à Bill Shankly, comprend un drapeau et un chardon écossais.
Le tunnel d'accès des joueurs comporte une pancarte accrochée par l'ancien entraîneur des Reds, Bill Shankly : « This is Anfield » ("Voici Anfield"). Il l'a fait installer pour avertir les joueurs extérieurs qui arrivent au stade et afin d'encourager ses joueurs juste avant leur entrée sur le terrain.
Le 4 décembre 1977, le Liverpool Football Club dévoile une statue de bronze représentant Bill Shankly devant le Kop. Créée par Tom Murphy, un artiste local, elle représente l'ancien entraîneur levant les bras devant l'ovation du public. Pour concevoir le monument, Murphy utilise des photographies de 1973 de Bill Shankly se dirigeant vers la foule pour la saluer après l'obtention du titre. Sur la statue, il est inscrit « Bill Shankly - He Made the People Happy. » ("Il a rendu les gens heureux").

## Utilisations

### Liverpool Football Club

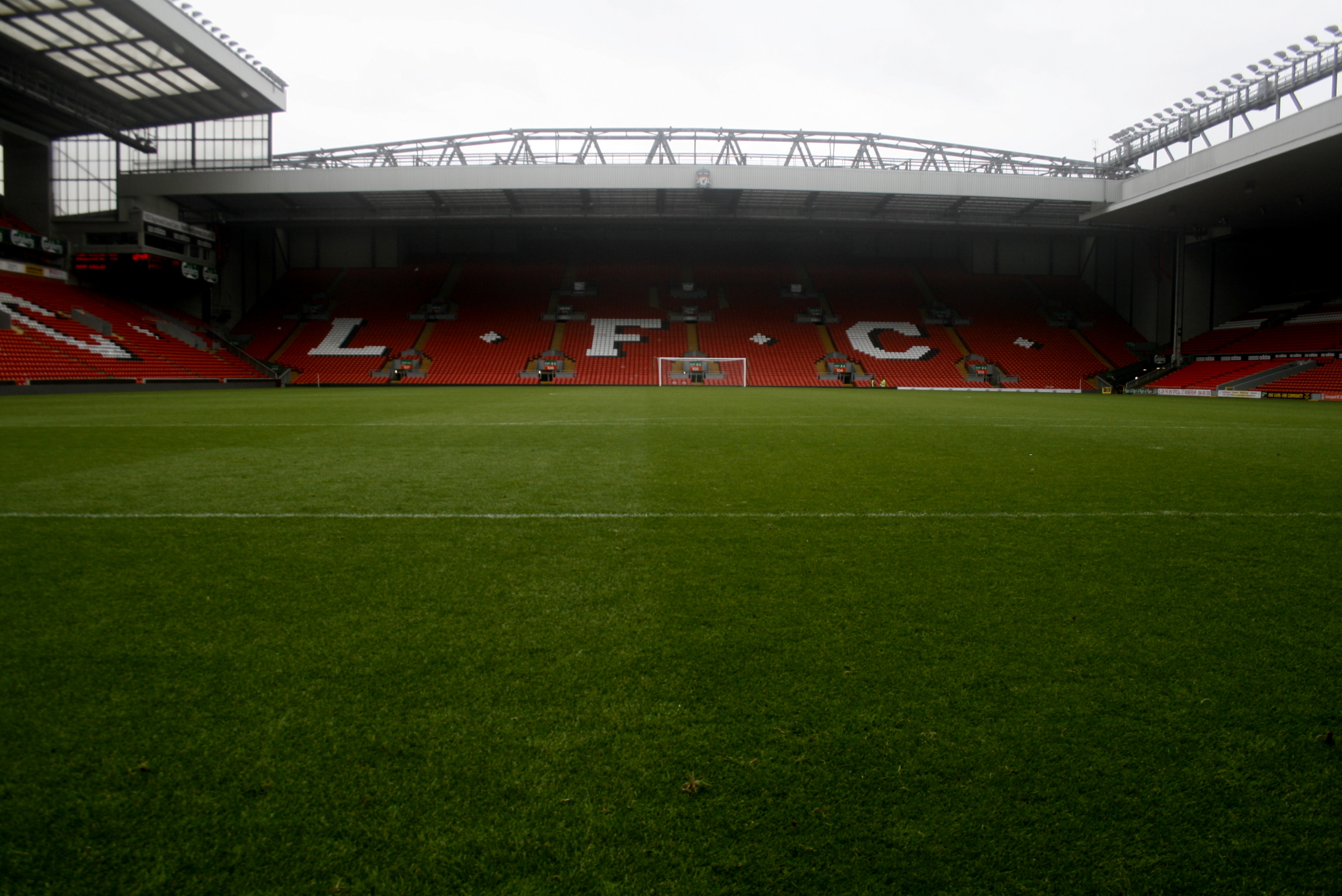
LFC sur le Kop

À Anfield, le Liverpool Football Club s'est construit un palmarès national et international. Le club y a remporté dix-neuf fois le championnat d'Angleterre de football, onze coupes d'Angleterre de football et six Ligues des Champions en 1977, 1978, 1981, 1984, 2005 et 2019. Le club a également remporté de nombreux autres trophées sur d'autres terrains. Le nom du club est inscrit sur la tribune principale du stade et sur le Kop. Les sièges étant en rouge, LFC est inscrit en lettres blanches sur les deux tribunes, le rouge et le blanc étant les couleurs du club.

### Compétitions nationales et internationales de football

#### Matchs internationaux
Anfield a été l'hôte à multiples reprises de matchs internationaux de football. La première rencontre internationale jouée à Anfield s'est déroulé en 1889 et oppose l'équipe d'Angleterre à celle d'Irlande. L'Angleterre remporte la partie sur le score de six buts à un. L'Angleterre a aussi joué à trois reprises contre le pays de Galles à Anfield en 1905, 1922 et 1931, pour autant de victoires. Le plus récent match international joué à Anfield est une victoire 2-1 de l'Angleterre sur l'Uruguay le 1er mars 2006. L'équipe nationale du pays de Galles a joué trois matchs internationaux à Anfield, contre l'Écosse en 1977, l'Italie en 1998 et le Danemark en 1999.

#### Championnats d'Europe 1996
Anfield est l'un des huit stades qui ont accueilli les rencontres du Championnat d'Europe de football 1996 qui s'est déroulé en Angleterre du 8 juin 1996 au 30 juin 1996.
Il reçoit trois matchs du groupe C composé de l'Allemagne, de la République tchèque, de l'Italie et de la Russie. Lors de la première journée des phases de poule, l'Italie domine la Russie sur le score de 2 à 1 grâce à un doublé de Pierluigi Casiraghi. L'équipe italienne s'incline sur ce même score trois jours plus tard, le 14 juin, contre l'équipe tchèque dont le premier buteur, Pavel Nedvěd, inscrit son premier but international. Le troisième match de la compétition disputé à Anfield oppose la Russie à la République tchèque. Les deux équipes se séparent sur un score final de 3 à 3 après une rencontre à suspens. Ce résultat élimine l'Italie alors finaliste de la précédente Coupe du monde.
Le stade de Liverpool reçoit un quatrième et dernier match. Le 22 juin 1996, pour le deuxième quart de finale de la compétition, la France s'impose devant les Pays-Bas après penalties à Anfield.

### Autres utilisations

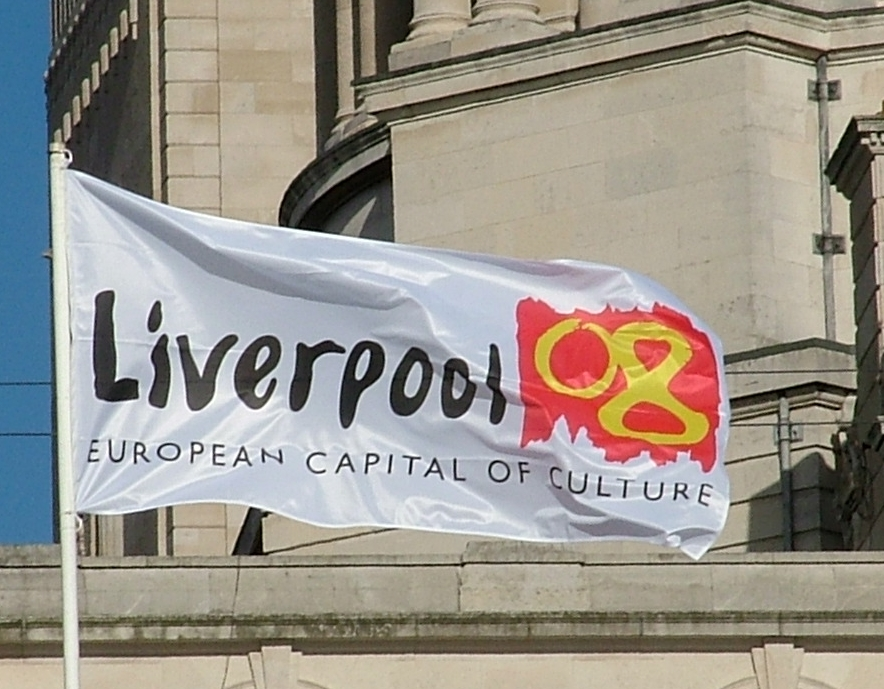
En 2008, Liverpool est capitale européenne de la culture.

Anfield a été l'endroit de plusieurs autres événements. Au milieu des années 1920, Anfield a été lieu de l'arrivée du marathon de Liverpool. Des rencontres de boxe y ont régulièrement eu lieu dans l'entre-deux-guerres, dont quelques championnats britanniques. Le 12 juin 1934, Nelson Tarleton combat pour le titre de champion du monde poids plumes contre Freddie Miller. Bill Tilden et Fred Perry, deux des meilleurs joueurs de tennis de l'histoire, ont joué à Anfield lors d'un match d'exhibition. En juillet 1984, l'évangéliste américain Billy Graham prêche à Anfield pendant une semaine, attirant jusqu'à plus de 30 000 personnes une nuit. Anfield a aussi accueilli quelques évènements lors des célébrations de la désignation de la ville de Liverpool comme capitale européenne de la culture. Le 1er juin 2008, 36 000 personnes s'y réunissent pour assister à un concert avec notamment The Zutons, Kaiser Chiefs et Paul McCartney.
Le stade d'Anfield avait été prévu pour accueillir des matchs de la Coupe du monde de rugby à XV 2015. Finalement aucun match n'y fut organisé.
En rugby à XIII, Anfield a accueilli le World Club Challenge en 1991, opposant le club voisin de Wigan (champion d'Angleterre) à Penrith (champion d'Australie) devant 21 000 spectateurs (victoire des britanniques 21-4). En novembre 2016, la finale du Four Nations voit la nette victoire des Kangaroos australiens sur les Kiwis néo-zélandais (34-8), devant 40 042 spectateurs
Le stade accueille les 13, 14 et 15 juin la tournée mondiale The Eras Tour de la chanteuse américaine Taylor Swift.

## Affluences

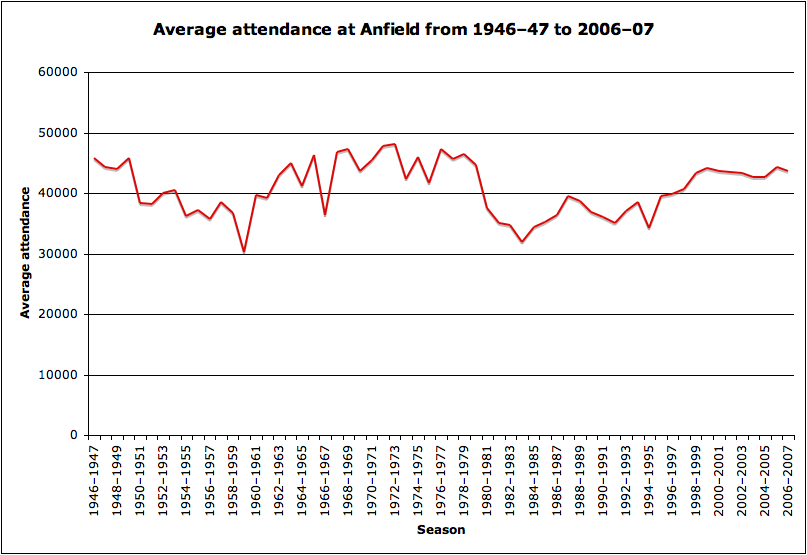
Affluence moyenne à Anfield en championnat entre 1946 et 2007

La plus haute affluence à Anfield pour un match de football est 61 905 spectateurs pour un match de Liverpool contre Wolverhampton Wanderers lors du cinquième tour de la Coupe d'Angleterre le 2 février 1952,. L'affluence record dans le stade moderne est de 62 000 personnes pour la première nuit liverpuldienne de la tournée de Taylor Swift, le Eras tour. La plus faible affluence à Anfield est de 1 000 spectateurs pour voir une rencontre de football entre Liverpool et le Loughborough F.C. (en) le 7 décembre 1895.
L'affluence moyenne la plus haute à Anfield est de 48 127 lors de la saison 1972-1973, la plus faible étant de 29 608 lors de la saison 1960-1961, alors que l'équipe des Reds est en deuxième division. Le nombre record de spectateurs total date de la saison 2000-2001 avec 1 328 482 places vendues.
Liverpool n'a perdu aucune rencontre à domicile lors des saisons 1893–1894, 1970-1971, 1970-1971, 1978-1979, 1979-1980, 1987-1988, 2008-2009 et 2018-2019. Le club a remporté tous ses matchs à Anfield lors de la saison 1893-1894. Entre janvier 1978 et janvier 1981, Liverpool n'a pas perdu un match à Anfield, une invincibilité longue de 85 rencontres lors desquelles le club marque 212 buts, n'en encaissant que 35.

## Transport

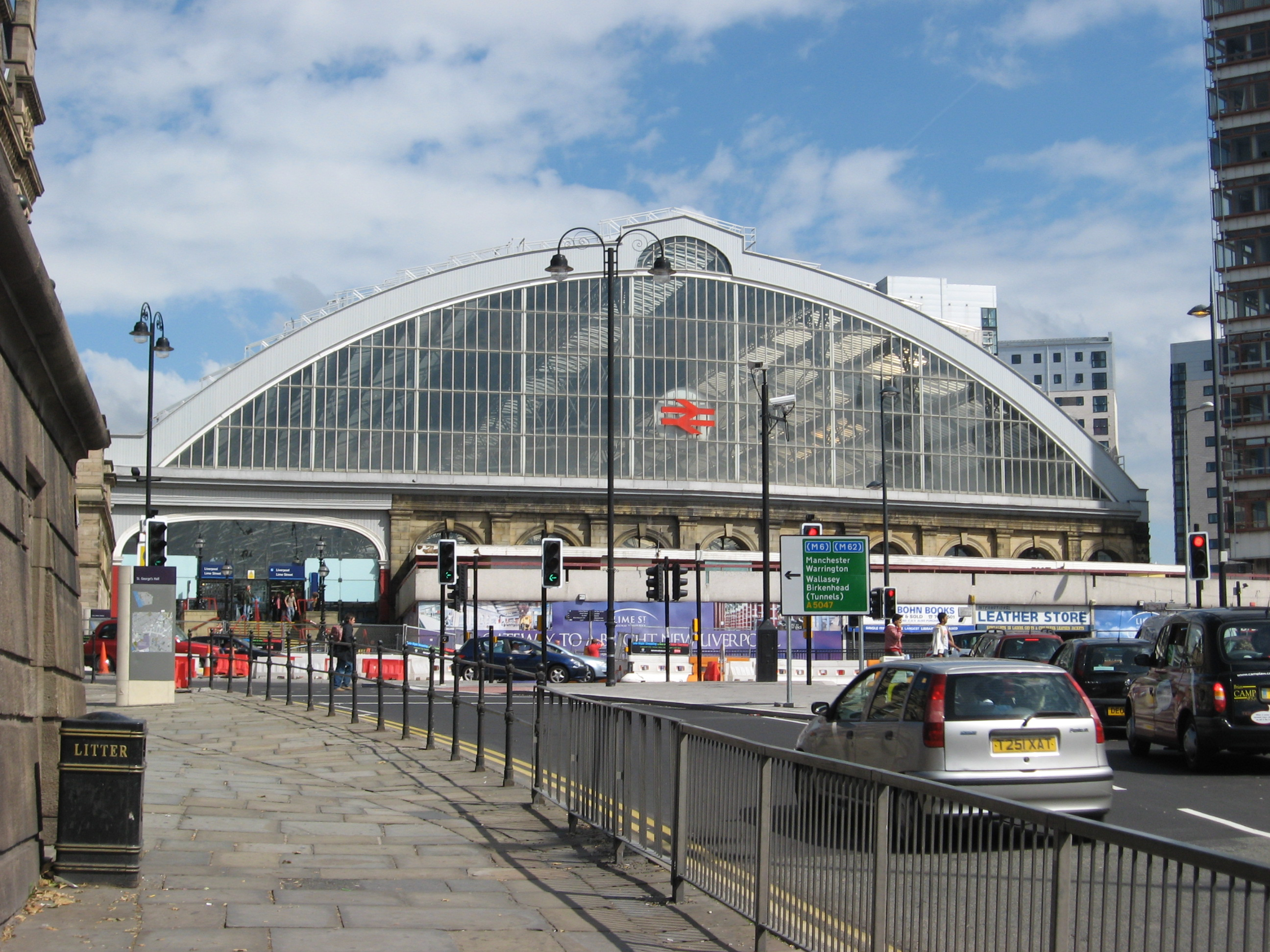
Lime Street Station, gare principale de Liverpool

Le stade est situé à environ trois kilomètres de la gare de Lime Street (Lime Street Station) qui se trouve sur une branche de la West Coast Main Line (ligne principale de la côte ouest de l'Angleterre) partant de Londres-Euston en direction de Glasgow.
La gare de Kirkdale est la plus proche d'Anfield, à environ 1,6 km du stade. Il existe des projets pour rétablir le trafic passagers sur la ligne Canada Dock Branch, ce qui réduirait la distance à 1 km en supprimant une gare. Les supporteurs voyageant par le train pour venir à un match peuvent réserver directement leur billet à Anfield. Le stade n'a aucun parc de stationnement et les rues aux alentours sont réservées au stationnement des habitants possédant une autorisation.

### Galerie

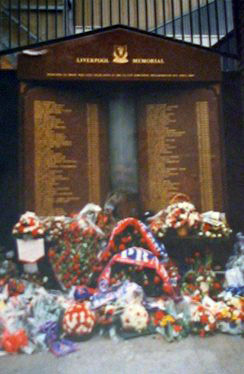
Liverpool Memorial à la mémoire des 96 victimes de la Tragédie de Hillsborough.
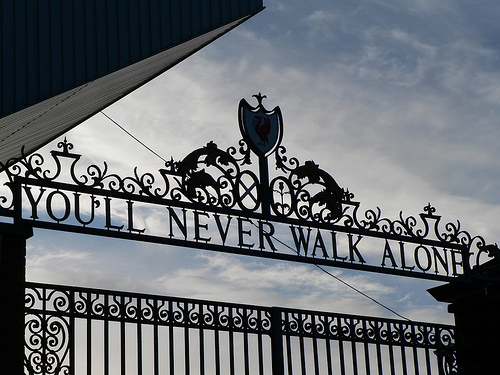
Portail d'accès à Anfield Road end.
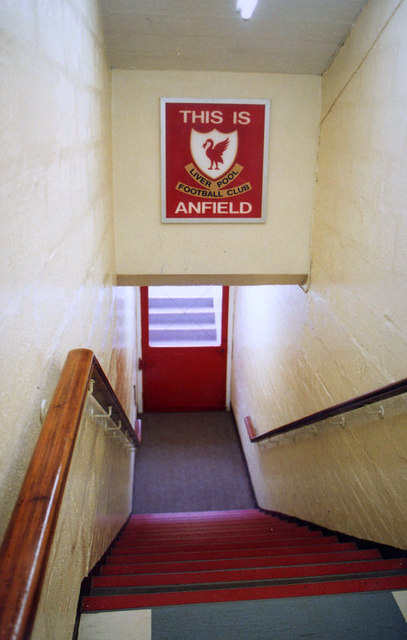
Ancien tunnel d'Anfield.
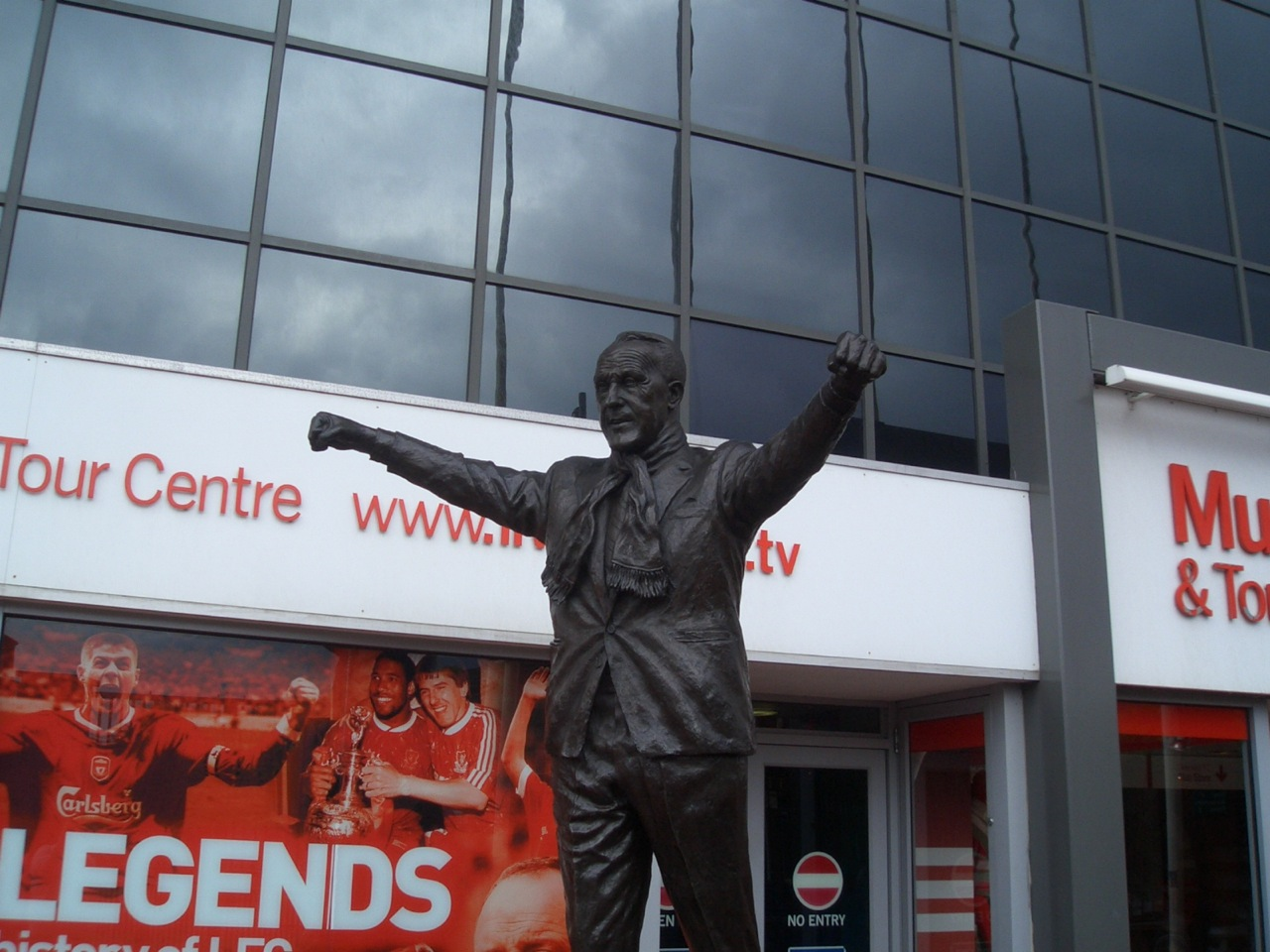
Statue de Bill Shankly.